# Даухинген
Даухинген (њем. Dauchingen) општина је у њемачкој савезној држави Баден-Виртемберг. Једно је од 20 општинских средишта округа Шварцвалд-Бар. Према процјени из 2010. у општини је живјело 3.610 становника. Посједује регионалну шифру (AGS) 8326010.

## Географски и демографски подаци
Даухинген се налази у савезној држави Баден-Виртемберг у округу Шварцвалд-Бар. Општина се налази на надморској висини од 732 метра. Површина општине износи 10,0 km². У самом мјесту је, према процјени из 2010. године, живјело 3.610 становника. Просјечна густина становништва износи 360 становника/km².